# Aqueduto de Eupalinos

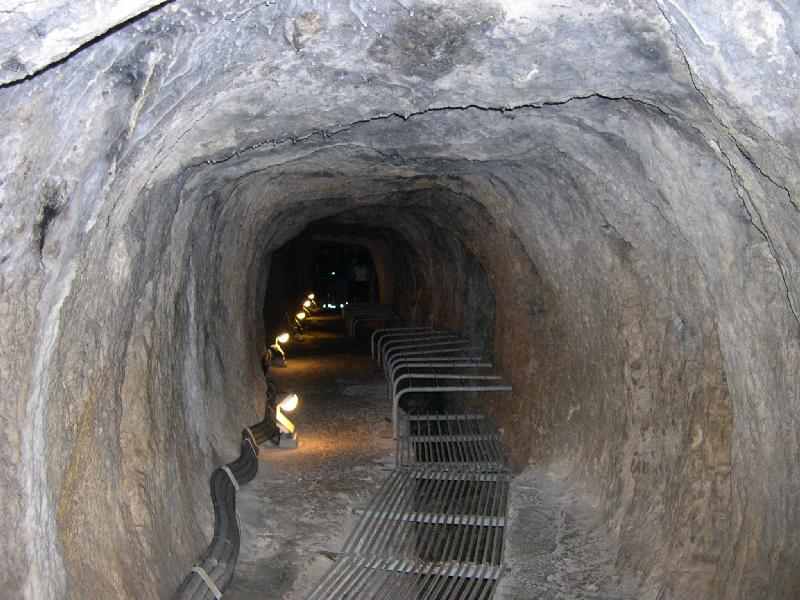
Imagem de parte do túnel, aberta à visitação turística

Aqueduto de Eupalinos (em Grego:Ευπαλίνιον όρυγμα ) é um túnel de 1 036 metros em Samos, Grécia, construído no século VI a.C. para servir como aqueduto. A característica que o torna único é o fa(c)to de ter sido aberto por ambos os lados até o meio, uma proeza técnica que mostra o nível do conhecimento na Grécia antiga. Conjuntamente com o Pitagorião e o Heraião de Samos, faz parte do Património Mundial na Grécia

## Contexto histórico
No século VI a.C., a ilha de Samos era governada pelo famoso tirano Policrates, quando dois grupos de construtores, sob a orientação de Eupalinos de Mégara, abriram um túnel pelo monte Kastro para levar água fresca até Pitagoreion, antiga capital da ilha, importante tanto civil quanto militarmente, pois sendo subterrâneo, um possível invasor não teria acesso a ela. Foi usado por centenas de anos, como provam descobertas arqueológicas. Foi redescoberto em 1882, baseado no texto de Heródoto, e hoje está aberto ao turismo.

## O texto deHeródoto
O aqueduto de Eupalinos foi citado por Heródoto, sem o qual não seria redescoberto em 1822.
...e sobre os habitantes de Samos, tenho falado em grandes distâncias, porque eles tem três trabalhos que são maiores que quaisquer outros feitos pelos helenos: primeiro uma passagem aberta abaixo e a partir dos dois lados, através de uma montanha não menor que cento e cinquenta fatons de altura; o comprimento da passagem é de sete furlongs e a largura e a altura é de oito pés, e através (...) e o projeto deste trabalho foi um megariano, Eupalinos o filho de Naustrofos. Este foi o primeiro de três... (Heródoto III, 60).

## Técnicas empregadas
O método empregado por Eupalinos para que os dois grupos se encontrassem no meio da montanha está documentado por H. J. Kienast e outros pesquisadores. Com um comprimento de 1036 metros, o aqueduto subterrâneo de Eupalinos é famoso hoje como uma das obras primas do antigo engenho grego. Esta claro que usou técnicas de cálculo para locar com espantosa precisão as escavações. Eupalinos sabia ainda que pequenas variações em suas medições poderiam levar a erro, tanto na vertical quanto na horizontal. Por precaução idealizou então truques construtivos para aumentar as chances de sucesso. Ao se aproximar do meio, ambos túneis 
derivam, um a esquerda e outro a direita, fatalmente se encontrando (mesmo que ambos estivessem em paralelo). Também aumentou a altura dos túneis, assim tornando mais fácil o encontro. Medições modernas mostram que praticamente não houve erro de cálculo.

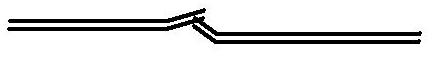
Se(c)ção horizontal do aqueduto de Eupalinos